# 太平洋煤電
太平洋瓦斯电力公司，通稱太平洋瓦电，是美國天然瓦斯和電力服務等的公用事業公司，服務範圍涵蓋加州北部與奧勒岡州邊界至中南部貝克斯菲爾德、約全州三分之二的區域。

## 历史
太平洋瓦电創立於1905年，現是PG&E公司 (PG&E Corporation) 的主要子公司。總部位於舊金山的太平洋瓦电大樓 (Pacific Gas & Electric Building) 。
2019年1月，太平洋瓦电向加州政府申請破產保護，根據破產申請文件，該公司資產有713.9億美元，負債為518.0億美元。
2019年9月，太平洋瓦电同意就北加州山火災害問題，與當地政府和保險公司達成第二次大型和解，並表示將支付110億美元來解決2017年山火和2018年坎普大火的大部分保險索賠。

## 設施
太平洋瓦电所擁有的發電設施包含許多的水力發電廠、一所核能發電廠、以及一所天然瓦斯發電廠。兩座發電機組被永久從商業運轉中移除：鴻博特灣第三機組（核能）和獵人角機組（化石燃料）。

## 外部連結
- 太平洋瓦斯與電力公司（Pacific Gas and Electric Company；PG&E）（页面存档备份，存于）